# Хоменко Іван Євтихійович
Іва́н Євти́хійович Хоме́нко (нар. 29 вересня 1919 — пом. 14 серпня 1968) — український поет, член Спілки письменників України. Жертва сталінського терору і в'язень ГУЛАГу.

## Життєпис
Народився 29 вересня 1919 року в селі Зелене Зеленівської волості Криворізького повіту Катеринославської губерні Української СРР (нині — село в Олександрійському районі Кіровоградської області України), в родині селянина Євтихія Хоменка. Восени 1919 року батька пострілом через вікно вбили бандити (за однією із версій — білогвардійці) — матері довелося самій виховувати трьох дітей.
Навчався спочатку у Знам'янській початковій школі, а потім — неповній середній. Під час Голодомору 1932-1933 років при школі організували інтернат, де дітей годували та одягали, що допомогло їм вижити.
У 1938 році — закінчив театральну школу в Дніпропетровську. З 1938 року — актор Криворізького драматичного театру і одночасно — студент Криворізького педагогічного інституту.
Перед війною — повернувся до рідного села, де вперше спробував писати. У 1944 році, після звільнення Кіровоградщини від німецьких окупантів, був призваний до армії. Був кулеметников, розвідником, танкістом. Рядовим солдатом дійшов до Берліну, нагороджений орденом Червоної Зірки і медалями: «За бойові заслуги», «За взяття Відня», «За перемогу над Німеччиною». Був поранений і двічі контужений.
Після закінчення війни повністю присвятив себе літературній діяльності.

### Перший арешт і 25 років таборів
1 серпня 1949 року — заарештований управлінням КДБ Дніпропетровської області. 4 серпня 1950 року постановою військового трибуналу військ МВС Дніпропетровської області засуджений (за статтею 16-54-8 та 54-10 частина 2) до 25-ти років виправно-трудових таборів з позбавленням прав терміном на 5 років та конфіскацією майна. Ув'язнення відбував у Карагандинському виправно-трудовому таборі в Казахстані.
Під час хрущовської «відлиги», 21 лютого 1956 року, рішенням військового трибуналу Київського військового округу, постанову військового трибуналу військ МВС Дніпропетровської області було змінено, справу перекваліфікували (за статтею 54-10 частина 1), а термін покарання зменшили до 7 років виправно-трудових таборів. 
У квітні 1956 року працівники Кутського районного відділку міліції МВД Станіславської області під час обшуків в квартирі К.Т. Івасюк вилучили рукописні уривки з поем «Юрій Окунь» та «Богдан Хмельницький», які Хоменко написав в Карагандинському виправно-трудовому таборі в 1951-1953 роках. Ці рукописи долучили до слідчої справи Хоменка (архівна кримінальна справа зберігається у Центрального державному архіві громадських об'єднань та україніки: фонд 263, опис 1, справа 41540). Ці рукописи Хоменко передав Петру Федоровичу Івасюку, який вже звільнився із табору. У постанові слідчого КДБ зазначено, що поеми «антирадянського змісту».
5 травня 1956-го, відповідно до указу президії Верховної Ради СРСР, справу Хоменка переглянули, засудження визнали безпідставним, і в травні 1956 року його звільнили. Повернутися на волю допоміг Микола Бажан.
У Спілці письменників України Хоменку запропонували роботу перекладача, щоб він мав на що жити. 
На дніпровських схилах зустрів Надію Пилипівну, з якою одружився, у пари народився син Любомир.

### Другий арешт

У в'язниці НКВС
1950-ті

14 січня 1957 року, під час лікування у Трускавці, повторно заарештований 4-тим управлінням КДБ при Раді міністрів УРСР — за звинуваченням в «антирадянській діяльності». У постанові на арешт зазначено:
|  | Хоменко, будучи вороже налаштованим по відношенню до радянської влади, відкрито серед населення проводить антирадянську націоналістичну агітацію, направлену проти існуючого в СРСР державного ладу, та висловлює погрози на адресу комуністів. Написав та зберігав вірші злісного антирадянського змісту, в яких зводить наклеп на радянську дійсність, закликає до боротьби з російським народом, відторгнення України від СРСР. |

Слідство тривало більш ніж пів року. Слідчі допитували свідків і збирали характеристики. Платон Воронько так охарактеризував Хоменка:
|  | Із повною відповідальністю запевняю, що він, безумовно, талановитий молодий поет, який вміє багато та плідно працювати над віршами. І якщо повірити його заяві, що він остаточно відійшов від своїх помилкових поглядів, то в обличчі Хоменка наша література мала б цікавого та оригінального поета. |

У липні 1957 року, за браком зібраних доказів, справу припинили, а Хоменка звільнили з-під варти. Максим Рильський взяв поета на поруки.

### Останні роки життя
У 1962 році став членом Спілки письменників України.

Могила на Байковому кладовищі
2023

Раптово помер 14 серпня 1968 року, у медпункті видавництва. Похований на Байковому кладовищі (ділянка № 19, 50°25′6.30″ пн. ш. 30°30′27.60″ сх. д. / 50.4184167° пн. ш. 30.5076667° сх. д.). На могилі викарбувані слова із вірша Хоменка:
|  | Мені життя навіки не дано. Настане час — перерветься воно. Холодне тління спалить моє тіло. Лиш невмирущим ввійде у життя Оте священне і пісенне діло, Що я тепер творю із почуття. |

## Творчість
Вірші почав друкувати в 1943 році у фронтових газетах, а після звільнення Петрівського району Кіровоградської області від німецьких окупантів — у районній газеті «За більшовицькі колгоспи».
У 1946 році подав до видавництва «Дніпро» збірку сонетів «Моя Тобілівщина». До неї долучив листа до ЦК КПУ, в якому пропонував перейменувати Кіровоград на Тобілевичі.
У засланні написав поему «Бахчисарайський ярмарок» (не збереглася) та «Богдан Хмельницький» (присвячена 300-річчю об'єднання України з Росією, яке святкували у 1954 році). Поему писав милом на матрасі, вивчав напам'ять, стирав і знову писав. Таким чином створив і поему «Смерть Сталіна».
Олесь Бердник так охарактеризував поему «Богдан Хмельницький»:
|  | Свідчу, що поема «Богдан Хмельницький» перевершує все, що пишеться нині про трагедію України. Мені здається, що Служба Безпеки України могла б розшукати доробок Івана Хоменка в архівах, аби читацький загал Вітчизни познайомився з унікальним поетом сучасності. Поетом — страдником, поетом — предтечею Соборної України. |

У 1952 році написав «Казку про кохання», у 1954 році — драматичну поему «Ікар і Дедал», у 1955-1956 роках — «Казку про чарівний перстень», у 1957 році — «Казку про свистячий камінь», у 1960 — «Казку про давній світ».
Деякі вірші Хоменка стали піснями. Зокрема, вірші «Чаєчка» і «Барвистими узорами» обробив композитор Валерій Польовий. А вірш «Голуба стрічка» — Олександр Білаш.
Перша збірка поезій («Дуби не хиляться») вийшла у 1958 році.
Твори Хоменка друкували дитячі журнали «Соняшник» та «Барвінок».
Окремими виданнями вийшли збірки:
- «Дуби не хиляться» (1958)
- «Лірика та поеми» (1959)
- «Схід сонця» (1960)
- «Солов'їні світанки» (1962)
- «Горицвіт» (1963)
- «Правда не вмирає» (драматична поема; 1964)
- «Живе зерно» (1965)
- «Марина Чурай» (драматична поема; 1967)

Збірки віршів для дітей:
- «Яринка-сирітка» (1962)
- «Хоробрий Грицик» (1963)
- «Земля Арідна» (1966)
- «Зірка щастя» (1967)
- «Казки» (1969)

Посмертне видання:
- «В дорозі до вершин» (1969; вибране).

Написав поему про Голодомор 1932—1933 років, в якій описав події тих років на рідній Кіровоградщині.
Вірші Хоменка любили слухати Павло Тичина, Володимир Сосюра, Андрій Малишко. Деякі твори Хоменка Максим Рильський вважав геніальними.
Дружина, Надія Хоменко, згадувала:
|  | Іван був трудолюбивим до нестями. У нього не було такого, щоб йому не писалося. |

### Зразок поезії
ПОСЛАННЯ КИЇВСЬКИМ ПОЕТАМ
Вирує смерть воронням чорнокрилим...

Навколо тюрми, голод та сміття!

Поети київські, підмажте власним жиром

Скрипуче колесо мерзотного життя!
Чужі поети ви на українській мові!

Та й не поети ви — шарманщики сліпі!

Жива гов'ядина, заквашена у крові,

Сухий бур'ян, зав'язаний в снопі,
Ви віршики складаєте про того,

Хто вам на пиво дав або на бутерброд

Карбованця бумажно-золотого,

А вашій матері буряк запхав у рот.
А батька вашого ще в тридцять третім році,

В колгоспі вмерлого від голоду та зла,

У кручу викинув в адамовій сорочці,

Щоб кості зграя ґав по полю розтягла…
А брата вашого в столипінськім вагоні

У підземелля Воркути завіз,

Сестрі роботою попік долоні

І очі висушив від неупинних сліз!
Та свій розрийте вік, у небуття упавший, —

У ньому знайдете ще свіжі роки ті,

Коли собаками греблися долі ваші,

Шкуринку щоб знайти в базарному смітті!
Забули все?! Претеся на чужину!

Брудні лівреї зодягнувши там,

В крові й сльозах засмажену Вкраїну

На блюді зрад підносите катам!
Що ж, яничари, поторгуйте трохи!

Однак же правди вам сміттям не загребти!

Міцний приклАд наступної епохи

Підхлібним вашим творам переб'є хребти.
Й не я читатиму для вас оці уроки, —

Проклянете свої ви імена,

Коли гармата дулом чорнооким

Покаже вам, де ваша Отчина!
Тепер ідіть, прислужуйте тиранству,

Творіть метафори – катюгам для прикрас! —

А я піду за волю проти рабства,

Я виступлю за правду проти вас...
1950

## Вшанування пам'яті
У Кропивницькому, у Літературно-меморіальному музеї Івана Карпенка-Карого, зберігаються матеріали про Хоменка: збірки поезій, статті у пресі та журнали зі спогадами про нього Григорія Гусейнова, Валерія Польового, Р. Кухарука та П. Лавріва.